# Лебяжье (Зачепиловский район)
Лебяжье (укр. Леб'яже) — село,
Лебяжский сельский совет,
Зачепиловский район,
Харьковская область, Украина.
Код КОАТУУ — 6322281501. Население по переписи 2001 года составляет 1107 (503/604 м/ж) человек.
Является административным центром Лебяжского сельского совета, в который, кроме того, входят сёла
Кочетовка и
Перемога.

## Географическое положение
•Село Лебяжье находится на правом берегу реки Берестовая в 2-х км выше по течению от места впадения в неё реки Вшивая (левый приток).
Русло реки извилисто и сильно заболочено, село вытянуто вдоль русла реки на 11 км.
Выше по течению в 9-и км расположен город Красноград, ниже по течению в 2-х км — село Кочетовка, на противоположном берегу — сёла Абазовка, Ольховый Рог (Красноградский район), Каменка (Красноградский район) и Гадяч (Красноградский район).
Вдоль села проходит железная дорога, станции Лебяжье, Платформа 92 км. и Платформа 94
•Города которые рядом
Харьков ( Харьковская область) 124,0 КМ ↑
Красноград ( Харьковская область) 24,6 КМ. ↑
Полтава ( Полтавская область) 92,4 КМ ←
Днепр ( Днепропетровская область) 110,4 КМ ↓ 

## История
- Российская империя
- 1744 — дата основания.
- Село Лебяжье Зачепиловской волости Константиноградского уезда Полтавской губернии. Построено после постройки Украинской линии при Козловской крепости  Козловского полка как прикрепостная однодворческая слобода. Название получило от Лебяжьего озёра . Начало заселяться однодворцами в 1744 году . Изначально Лебяжье было основано на месте современного села Качетовка Зачепиловского района , в 1840-60-х годах, оно было перенесено на современное место.
- Советское время
- Советская власть в селе установлена в январе 1918 года.

## Экономика
- Молочно-товарная, свино-товарная и овце-товарная фермы.
- КСП «РОССИЯ».
- «СЕЛЬМАШ», ООО.

## Объекты социальной сферы
- Детский сад
- Школа.
- Клуб.
- Фельдшерско-акушерский пункт.
- Больница.
- Библиотека.
- Мелкие магазины
- Село газифицировано.

## Достопримечательности
- Братская могила советских воинов.
- Статуя советским солдатам.

## Религия
- Свято-Воскресенский храм Украинской Православной Церкви.